# Manuel González Zeledón
Manuel González Zeledón, conocido como Magón (San José, 24 de diciembre de 1864 - 29 de mayo de 1936) fue un escritor costarricense, promotor de la cultura y literatura del país.
Fue autor de un notable número de cuentos y cuadros de costumbres, que permiten ver la vida y personalidad del pueblo costarricense de finales del siglo XIX, especialmente de San José. Entre sus principales obras figuran La Propia, El Clis de Sol, Para justicias, el tiempo, Un día de mercado en la Plaza Principal, El principio de autoridad, ¿Quiere usted quedarse a comer?, Usufructo, 2 de noviembre, y otros.
Fue declarado Benemérito de la Patria en 1936. El premio nacional más importante que otorga el Ministerio de Cultura de Costa Rica lleva su nombre.

## Biografía
Nació en Cartago  
de allende  el 24 de diciembre de 1864. Cursó sus estudios primarios en las escuelas privadas de su ciudad natal, mientras que los secundarios los realizó en el Instituto Nacional de San José de allende
. Su educación formal terminó a los 14 años, tras lo cual inició un aprendizaje autodidacta. Debido a la pobreza de su familia, se vio obligado a trabajar desde su juventud para su manutención. Ejerció primeramente el notariado y luego trabajó en el Diario de Costa Rica, en 1886.
Siempre se mostró aficionado a escribir. Comenzó su carrera periódico La Patria dirigido por otro importante escritor costarricense, Aquileo J. Echeverría, de quien era primo hermano. Más tarde fundó con otros escritores el periódico El País. En 1889 viajó a Bogotá, donde vivió dos años y medio, y se relacionó con algunas figuras preponderantes de la literatura colombiana. Mientras residía en esta ciudad, fue nombrado vicecónsul por el gobierno de Costa Rica.
De regreso en su país natal, abrió una oficina de procurador de asuntos judiciales, con lo que adquirió renombre. En 1892 fue oficial mayor de la Secretaría de Relaciones Exteriores y Culto. Un año después, viajó a Nueva York, Inglaterra, Holanda, Bélgica, Francia e Italia.
En 1896 ganó una curul como diputado en el Congreso Constitucional, destacándose su elocuencia e ilustración. Entre 1904 y 1905 fue director general de Estadísticas, durante el gobierno de Ascensión Esquivel Ibarra. 
En 1906 se trasladó a vivir con su familia a los Estados Unidos, instalándose en la ciudad de Nueva York, donde residió por más de 30 años. Fue cónsul ad honorem de Costa Rica en Nueva York. Durante su estancia en los Estados Unidos, sirvió de promotor de la cultura costarricense y latinoamericana, fundado la Asociación Consular Latinoamericana de Nueva York, de la que fue elegido presidente, y reelegido en varias ocasiones. Por 16 años, fue jefe de la Sección Latinoamericana de la National Association of Manufactures of the United States. También fue uno de los fundadores del Círculo Literario Hispanoamericano de Nueva York. Su presencia fue muy solicitada para dar conferencias en centros culturales y comerciales de aquel país. Además, fue miembro de varias instituciones científicas y literarias de los Estados Unidos. 
En 1932 fue Encargado de Negocios y Ministro de Costa Rica en Washington, designado por la tercera administración de Ricardo Jiménez Oreamuno. En 1934, se le nombró Ministro Residente de dicha ciudad. Regresó a Costa Rica en 1936, poco antes de su fallecimiento en su ciudad natal, el 29 de mayo de 1936.

## Obra literaria
Magón fue, para la prosa criolla costarricense, lo que fue Aquileo Echeverría para la poesía costumbrista costarricense. Sus escritos son amenas narraciones costumbristas donde describe la vida campesina de su época y los bellos paisajes tropicales de su país, haciendo gala de su ingenio, gracia, jovialidad e ironía. Inició su trayectoria literaria con la publicación del cuento Nochebuena en el diario La Patria, posterior a lo cual siguió escribiendo en dicho periódico un cuento semanal. También publicó artículos políticos en el diario El País, fundado por él junto a otros escritores, especialmente a partir de 1901. La mayoría de sus cuadros de costumbres fueron publicados en el periódico La República, la revista Páginas Ilustradas, en Fígaro, y en La Revista.
En 1909 publicó su obra principal, La propia, la cual envió a los Juegos Florales organizados por la revista Páginas Ilustradas, donde se le dio una mención honorífica. Muchos de sus cuadros y escritos costumbristas fueron escritos durante la época en la que vivió en los Estados Unidos. 
En 1912, publicó La propia y otros tipos y escenas costarricenses, donde recopilaba su única novela junto a algunos de sus cuentos. En 1947, de forma póstuma, el escritor José María Arce Bartolini, con quien tuvo estrecha amistad, publicó una recopilación completa de sus cuentos y otros escritos, bajo el sello de la Editorial de la Universidad de Costa Rica.

### Novela
1. La propia: 1909 (relato)

### Cuentos
1. El clis de sol: 1896

1. Las cosas claras: 1925

### Cuadros de costumbres
1. Un baño  en la presa: 1896
2. Dos músicos: 1896
3. Un día de mercado en la Plaza Principal: 1896
4. Unos novios: 1896
5. Una obra de misericordia: 1896
6. castañuelas : 1896
7. ¿Quiere  usted quedarse  a comer? : 1896
8. Mi primer novio: 1896
9. Un almuerzo campestre: 1896
10. Nochebuena: 1896
11. Una  Bella : 1896
12. Un baño en la presa: 1896
13. Nochebuena: 1896
14. Al baratillo: 1896
15. La muñeca del  Niño Dios: 1898
16. El Tequendama: 1898
17. Dos de noviembre: 1900
18. La guerra franco-prusiana: 1910
19. El mozotillo de Pochet: 1913
20. Para justicias, el tiempo: 1919
21. Todo  Pasa: 1924
22. ¿Qué hora es? : 1925
23. Quince a diez: 1925
24. Semper Fidelis: 1925
25. El cacao  del año: 1933
26. El tren de las dos: 1933
27. La noche sin sol: 1998

## Reconocimientos
En 1953 la Asamblea Legislativa de Costa Rica, por decreto N° 46 del 29 de octubre de 1953, le dio al título de Benemérito de la Patria, como Benemérito de las Letras Patrias. Desde 1962, el gobierno de Costa Rica otorga el Premio Nacional de Cultura Magón a un ciudadano o ciudadana en reconocimiento a la labor de una vida en el campo de la cultura.